# Basterdsuiker

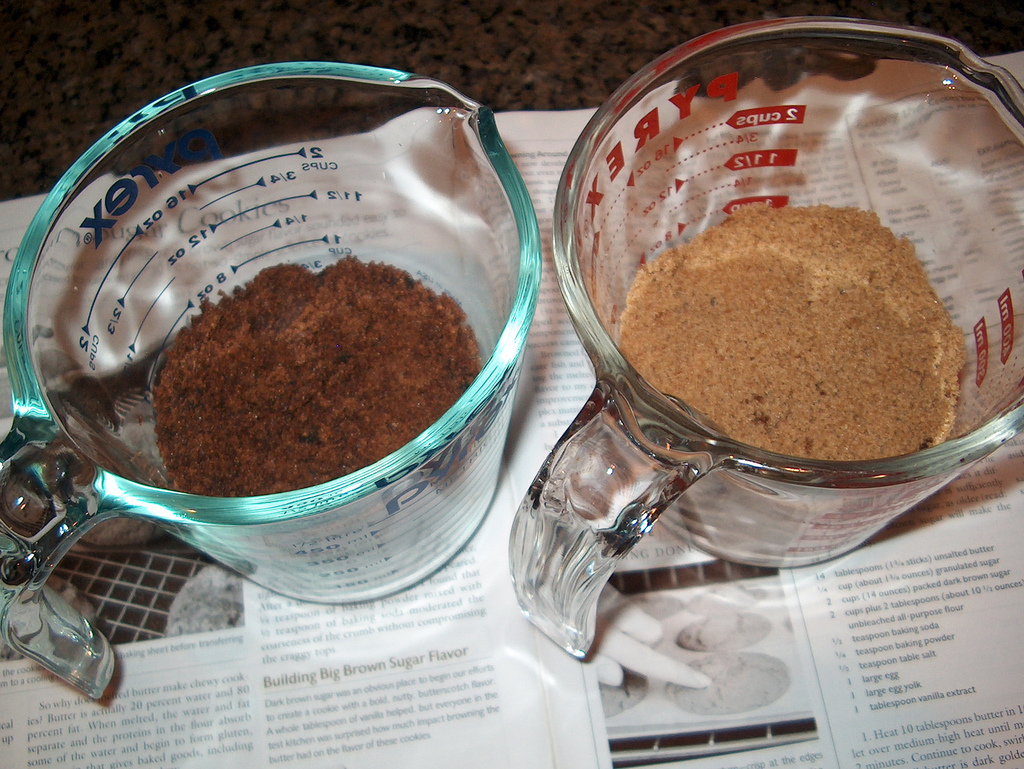
Bruine en gele basterdsuiker

Basterdsuiker of bastaardsuiker wordt gemaakt van zeer fijnkorrelige kristalsuiker. De bruine variant heet bruine suiker en in België ook cassonade. De naam bastaardsuiker is een verwijzing naar het feit dat het vroeger een restproduct was bij de kristalsuikerproductie. Het was de suiker die aan het einde van het productieproces niet meer voldeed aan de specificaties van witsuiker. Dit "na-product" werd een bastaard van witsuiker genoemd. 

## Geschiedenis
De productie van basterdsuiker gaat terug op de oorspronkelijke bewerking van rietsuiker. Na de eerste kolonisatie van de Nederlandse Antillen werd in het Caribisch gebied in de 17de eeuw grootschalig rietsuiker aangebouwd. Van het sap werd melasse gekookt, die tot een homp gevormd werd ("casson") en na rijping met kristallisatie en verkleuring met een hamer verpulverd werd. Het aldus nog niet geraffineerde product werd onder andere naar het huidige Canada, de huidige Verenigde Staten en Frankrijk geëxporteerd, waar bruine basterdsuiker thans in het Frans nog de naam "cassonade" draagt. Ten tijde van Napoleon werd rietsuiker grotendeels door suiker uit suikerbieten vervangen. 

## Productie
Kristalsuiker kan, afhankelijk van de duur van de kristallisatie, tot een grove of fijne korrel uitgroeien. Er worden zeven gebruikt om de juiste korrelgrootte te verzekeren. Alleen fijne suiker met een specifieke korrelgrootte is geschikt voor het maken van basterdsuiker. De korrels kunnen daartoe ook gemalen worden.
Basterdsuiker wordt gemaakt door aan fijne, witte, geraffineerde kristalsuiker een oplossing van invertsuiker toe te voegen. Er is keus uit 'witte' basterdsuiker zonder karamel of andere kleurstoffen, 'gele' of 'lichte' basterdsuiker met toevoeging van karamel en "bruine" of "donkere" basterdsuiker met toevoeging van suikerstroop. Karamel en suikerstroop of melasse geven de basterdsuiker meer smaak en een gele of bruine kleur.

## Eigenschappen
In vergelijking tot kristalsuiker heeft basterdsuiker meer smaak en aroma en is iets minder zoet. Een karamelachtige geur en smaak is typisch. Witte en gele basterdsuiker hebben een korrelgrootte van 0,2 – 0,4 mm. De korrels van bruine basterdsuiker zijn iets groter: 0,5 – 0,9 mm. Basterdsuiker bevat meer water dan kristalsuiker; het vochtgehalte moet tussen 0,5 en 2% zijn. Door het hogere vochtgehalte klontert dit type suiker vrij snel. Als het opdroogt worden de klonten ook hard. Door het hoge vochtgehalte en de fijnere korrel lost basterdsuiker daarentegen ook sneller op. Basterdsuiker is op een koele en droge plaats lang houdbaar.

## Gebruik
De suiker wordt vaak voor het bakken van taart gebruikt, omdat er door de fijnere structuur en het vocht een homogener gebak ontstaat. Door bruine in plaats van witte suiker te gebruiken in bijvoorbeeld gebak krijgt het gebak een bruinere kleur. Een bekend voorbeeld is de toepassing bij de bereiding van speculaas.

## Kwalificatie "gegarandeerde traditionele specialiteit"
In 2013 werd basterdsuiker op een lijst van beschermde Europese landbouwproducten gezet, met als kwalificatie "gegarandeerde traditionele specialiteit"

## Soortgelijke suikers
Sommige (licht)bruine suikers worden verkocht onder de naam demerara of turbinado. Deze suikers zijn gekristalliseerd uit gedeeltelijk verdampt sap van suikerriet.